# Wanda de Kanter
Wanda de Kanter (Den Haag, 4 mei 1959) is een Nederlands longarts en activist tegen de tabaksindustrie.

## Biografie
Wanda de Kanter-Koppenol werd geboren in Den Haag en bracht een groot deel van haar jeugd in Borneo en Soedan door. Tijdens haar middelbare school ging zij naar een internaat in Den Haag. Na het behalen van haar gymnasiumdiploma studeerde De Kanter geneeskunde in Leiden. Ze vervolgde haar opleiding met interne geneeskunde in Gouda en longziekten in het VU Medisch Centrum. Bij deze laatste instelling werkte ze daarna drie jaar als longarts, waarna ze de overstap maakte naar het Rode Kruisziekenhuis Beverwijk. Sinds 2013 is Wanda de Kanter longarts in het Antoni van Leeuwenhoekziekenhuis in Amsterdam.
Naast haar werk als longarts, waar ze ziektes als longkanker en COPD behandelt, voert De Kanter strijd om deze ziektes zoveel mogelijk te voorkomen. Ze wil met name voorkomen dat jongeren gaan roken. Het uiteindelijke doel dat haar voor ogen staat is een rookvrije generatie. Om dit dichterbij te brengen heeft De Kanter in 2009 met collega-longarts Pauline Dekker de Stichting Rookpreventie Jeugd opgericht.
Met Pauline Dekker schreef ze ook twee boeken over het stoppen met roken.
In het VPRO-programma Zomergasten stelde De Kanter op 25 augustus 2019 haar ideale televisieavond samen, en werd daarover bevraagd door Janine Abbring.
In november 2019 richtten Wanda de Kanter, cardioloog Janneke Wittekoek en psychiater Esther van Fenema de politieke partij NLBeter op, uit onvrede over het in hun ogen falende zorgsysteem.

## Rechtszaak tegen de tabaksindustrie
Behalve in de media, waar Wanda de Kanter met name jongeren bewust wil maken van de gevaren van roken, wil ze haar doel bereiken door de tabaksindustrie via juridische weg te bestrijden.
Als voorzitter van de Stichting Rookpreventie Jeugd, was De Kanter, samen met Anne Marie van Veen, die zelf aan longkanker lijdt, de initiatiefnemer om de tabaksindustrie aan te klagen vanwege de verslavende werking van het roken. Onder de naam Sick of Smoking werden mensen in het tv-programma RTL Late Night van Humberto Tan opgeroepen om hen hierin te steunen.
In 2016 werd de rechtszaak aangespannen. Advocaat Bénédicte Ficq deed, namens Anne Marie van Veen en COPD-patiënt Lia Breed, samen met de Stichting Rookpreventie Jeugd aangifte tegen de tabaksindustrie wegens het met voorbedachten rade benadelen van hun gezondheid. De bedoeling van de rechtszaak was niet een schadevergoeding te eisen, maar de strafbaarstelling van de praktijken van de tabaksindustrie. Anne Marie van Veen was al eerder actief in de media om aandacht voor longkanker te vragen. Voor haar inzet en het aanspannen van dit proces won Van Veen in 2017 de Dutch GLCC Journalism Award.
Na de officiële aangifte tegen de tabaksindustrie hebben meerdere organisaties uit de medische wereld zich bij dit initiatief aangesloten, onder andere de Vereniging Nederlands Tijdschrift voor Geneeskunde (NTvG), KWF Kankerbestrijding en meerdere ziekenhuizen waaronder het Antoni van Leeuwenhoekziekenhuis.
Op 6 december 2018 volgde de uitspraak van het gerechtshof Den Haag. Het Openbaar Ministerie kreeg geen bevel tot strafrechtelijke vervolging van tabaksproducenten. Met de toevoeging dat het niet aan de rechter is, maar aan de overheid om het gesjoemel met sigaretten aan te pakken.

## Vapen
Tegenwoordig zet De Kanter zich ook in tegen het zeer verslavende vapen wat ook schade toebrengt aan hart en long maar wat nog niet helemaal bekend is wat de schade op lange termijn is.

## Erkenning
- 2018 - Samen met Bénédicte Ficq, uitgeroepen tot de meest invloedrijke vrouwen van Nederland in de Opzij Top 100 voor hun strijd tegen de tabaksindustrie.
- 2018 - De Dutch GLCC Journalism Award. Deze jaarlijkse prijs werd door de patiëntenadviesraad van Longkanker Nederland toegekend vanwege haar grote inzet in de media voor haar campagne om roken te voorkomen.
- 2018 - Wanda de Kanters portret werd opgenomen in Stoere vrouwen, een reeks portretten van tachtig vrouwen, gemaakt door fotograaf Sacha de Boer ter gelegenheid van het 80-jarige jubileum van het weekblad Margriet.[8] De portretten werden geëxposeerd in het Amsterdam Museum.
- 2016 - Vrouw in de Media Award. De Kanter kreeg deze prijs, omdat ze een rolmodel is die haar deskundigheid succesvol inzet in het publieke debat.
- 2015 - Vrouw in de Media Award.
- 2012 - Samen met Pauline Dekker de Professor Muntendamprijs, uitgereikt door KWF Kankerbestrijding, vanwege hun vernieuwende aanpak voor de behandeling van tabaksverslaving en hun onvermoeibare strijd voor een rookvrij Nederland.
- 2010 - Samen met Pauline Dekker de Europese Smoke Free Award.